# 北海道道610号占冠穂別線
北海道道610号占冠穂別線（ほっかいどうどう610ごう しむかっぷほべつせん）は、北海道勇払郡占冠村と勇払郡むかわ町を結ぶ一般道道である。

## 概要
大半の区間で鵡川および鵡川水系の河川と並行するが、このルートの大半は路面陥没等の影響で長らく通行止めが続いており、現在全線に渡って通ることはできない。このルートとは別にその数キロ東で、国道274号から北に分岐して赤岩青巌峡を経て道道136号とつなぎ、占冠村側の道東自動車道占冠インターチェンジとを結ぶルートとして2007年に新ルートが整備された(後述「新ルートについて」参照)。こちらも2022年8月の大雨で道路陥没のため通行止めが続いていたが、2024年3月29日に通行止めが解除され、再び通行が可能になった。

### 路線データ
- 起点：北海道勇払郡占冠村中央（国道237号交点）
- 終点：北海道勇払郡むかわ町穂別安住（北海道道131号平取穂別線交点）
- 総距離：40.1 km（内、重複区間12.4 km）
- 冬期通行止区間：占冠村ニニウ - むかわ町穂別福山11.1 km、むかわ町穂別福山 - むかわ町穂別富内12.0 km
  - うち、占冠村ニニウの一部を除き路面陥没等のため通年通行止。
- 枝線：北海道勇払郡占冠村ニニウ国有林 - 北海道勇払郡占冠村国有林　（国道274号交点）

## 歴史
- 1969年（昭和44年）6月18日 - 路線認定[1]。
- 2007年（平成19年）4月9日 - 新ルート（枝線）供用開始。

## 路線状況

### 重複区間
占冠村
- 中央 - ニニウ（北海道道136号夕張新得線）

むかわ町
- 穂別福山 - 穂別福山（国道274号）

### 新ルートについて
2007年4月9日に整備された新ルートは、道東自動車道トマムIC開通（2007年10月21日）に備え、札幌方面からICへのアクセス道路として北海道道136号夕張新得線（赤岩トンネル等）とともに整備された。当該区間はもともと村道日勝赤岩線として整備されていたものであり、当初は設計速度30km/hで計画されていた区間があった（後に設計が修正され、開通後の制限速度は40km/h）。このため、整備済の道道としては急なカーブが連続する。その後、2011年10月29日に道東自動車道の夕張IC - 占冠IC間が開通したことで、札幌・夕張方面から道東自動車道への連絡ルートとしての当ルートの意義は失われた。

## 地理

### 通過する自治体
- 上川総合振興局
  - 勇払郡占冠村
- 胆振総合振興局
  - 勇払郡むかわ町

### 主な接続道路
占冠村
- 国道237号 - 中央（起点）
- 北海道道136号夕張新得線 - 中央、ニニウ
- 国道274号 - 国有林（枝線）

むかわ町
- 国道274号 - 穂別福山
- 北海道道131号平取穂別線 - 穂別安住（終点）

### 沿線にある施設など
占冠村
- 清風山信号場 - ニニウ